# Zhu Shujing
Zhu Shujing (chiń. 朱书靖; ur. 24 maja 1985) – chiński lekkoatleta, trójskoczek.

## Osiągnięcia
- złoto halowych mistrzostw Azji (Teheran 2004)
- srebrny medal mistrzostw świata juniorów (Grosseto 2004)
- srebro mistrzostw Azji (Guangdong 2009)

## Rekordy życiowe
- trójskok - 17,41 (2009)